# St. Antonius Abt (Ahrhütte)

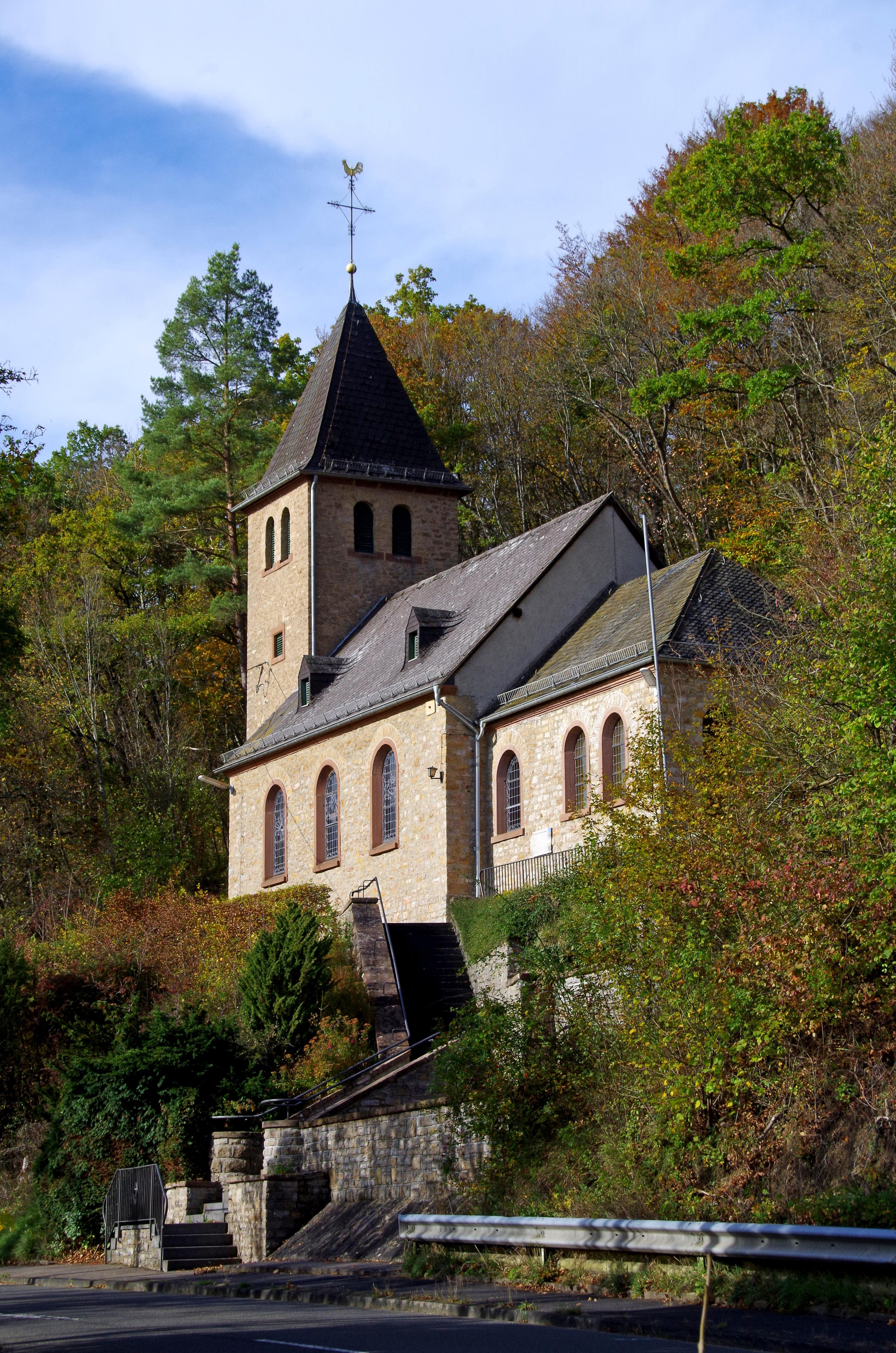
St. Antonius Abt (Ahrhütte), Außenansicht von Südwesten

St. Antonius Abt ist eine römisch-katholische Filialkirche im Blankenheimer Ortsteil Ahrhütte im Kreis Euskirchen in Nordrhein-Westfalen.
Die Kirche ist Antonius dem Großen gewidmet und gehört zur Pfarre St. Johann Baptist, Dollendorf.

## Lage
Die Kirche befindet sich an der Bundesstraße 258 am Rand von Ahrhütte.

## Geschichte
Seit wann es in Ahrhütte eine Kirche gibt, ist unbekannt. Jedenfalls wird bei den Pfarrumschreibungen während der Franzosenzeit um 1800 eine Kapelle in Ahrhütte erwähnt. Diese Kapelle gehörte ursprünglich zur Pfarre Lommersdorf, wurde aber dann 1803 der Pfarre Dollendorf zugeteilt. Zu dieser Zeit waren die Besitzverhältnisse der Kapelle unklar, man stritt sich darüber, ob die Kapelle im Eigentum der Pfarre oder aber im Eigentum der Arembergischen Eisenhütte war. Zu einer Einigung kam es nie, niemand fühlte sich für die Ahrhütter Kapelle zuständig, sodass das Gebäude immer mehr verfiel. 1866 musste sie schließlich abgerissen werden. Somit besaß Ahrhütte kein eigenes Gotteshaus mehr.
Erst nach dem Ersten Weltkrieg bildete sich seitens der Bürger eine Initiative zum Bau einer neuen Kirche. 1923 wurde schließlich der Kapellenbauverein Ahrhütte gegründet und noch im gleichen Jahr wurde mit dem Bau der heutigen Kirche begonnen. Die Pläne dazu entwarf Kreisbaumeister Carl Schmanck. Aufgrund der schwierigen wirtschaftlichen Situation konnte das neue Gotteshaus erst 1930 vollendet und am 17. Januar 1930 benediziert werden. Der Hochaltar, den man im Chorraum aufstellte, stammte ursprünglich aus der Kapelle auf dem Vellerhof. Dieser Altar stammte aus dem 17. Jahrhundert.
Der Kapellenbauverein gab zwei Glocken in Auftrag, die am 21. Oktober 1928 geweiht und am 22. Oktober 1928 im Glockenturm befestigt. Die kleinere Glocke (240 kg) ist der Muttergottes geweiht, die größere (380 kg) dem heiligen Antonius. Auf der Marienglocke wurde die Inschrift: DRINGT DIE BETGLOCK AN DEIN OHR, HEB DEIN HERZ ZU GOTT EMPOR graviert und auf der Antoniusglocke wurde der Schriftzug: ANTONIUS HEIßE ICH, GOTTES EHRE PREISE ICH, DIE LEBENDEN RUFE ICH; DIE TOTEN BEWEINE ICH, DIE BLITZE ZERBRECHE ICH angebracht.
Am 6. Mai 1942 wurde die größere Glocke von Männern des Reichsarbeitsdienstes beschlagnahmt und eingeschmolzen. Am 1. Mai 1950 wurde eine Glocke im Turm angebracht, die die Kapellengemeinde von der Pfarrgemeinde Blankenheim für einen jährlichen Betrag von 12 DM anmietete. Diese Glocke stammt aus dem Jahr 1515 und trägt das Wappen der Grafen von Blankenheim. 1964 wurde diese Sankt Anna Glocke dann für 2000 DM abgekauft.
1938 wurde hinter dem Chor die Sakristei nach Plänen von Architekt Willy Rommé aus Aachen erbaut. In den Jahren 1976, 1977, 1980 und 1986 fanden mehrere Restaurierungs- und Instandhaltungsarbeiten am Gotteshaus statt.

## Baubeschreibung
St. Antonius Abt ist eine dreiachsige Saalkirche aus Bruchstein in Formen der Reformarchitektur mit einem eingezogenen und gerade geschlossenen Chor im Osten und einem vorgebauten dreigeschossigen Glockenturm mit vierseitiger Haube im Westen. Das Innere wird von einer flachen verputzten Decke überspannt. Chor und Kirchenschiff werden von einem rundbogigen Triumphbogen voneinander getrennt.

## Ausstattung
Das Innere wird von einem großen Holzkreuz an der östlichen Chorwand dominiert. Es wurde 1942 von einem Kriegsgefangenen aus Polen geschnitzt und am 3. Mai 1942 durch den aus Ripsdorf stammenden Pater Benedikt Reetz, Abt der Abtei Seckau, geweiht.
Davor befand sich bis 1964 ein hölzerner Altar aus dem 17. Jahrhundert. Diesen wechselte man gegen einen Volksaltar aus. Dessen Altarbild mit der Abbildung des letzten Abendmahles stammte aus der alten St.-Antonius-Kapelle, die 1866 wegen Baufälligkeit abgerissen werden musste.
Die Orgel ist ein Werk der Firma Weimbs Orgelbau aus dem Jahr 1979. Das Instrument besitzt 5 Register auf ein Manual und Pedal verteilt. Die Traktur ist mechanisch.

St. Antonius Abt (Ahrhütte)
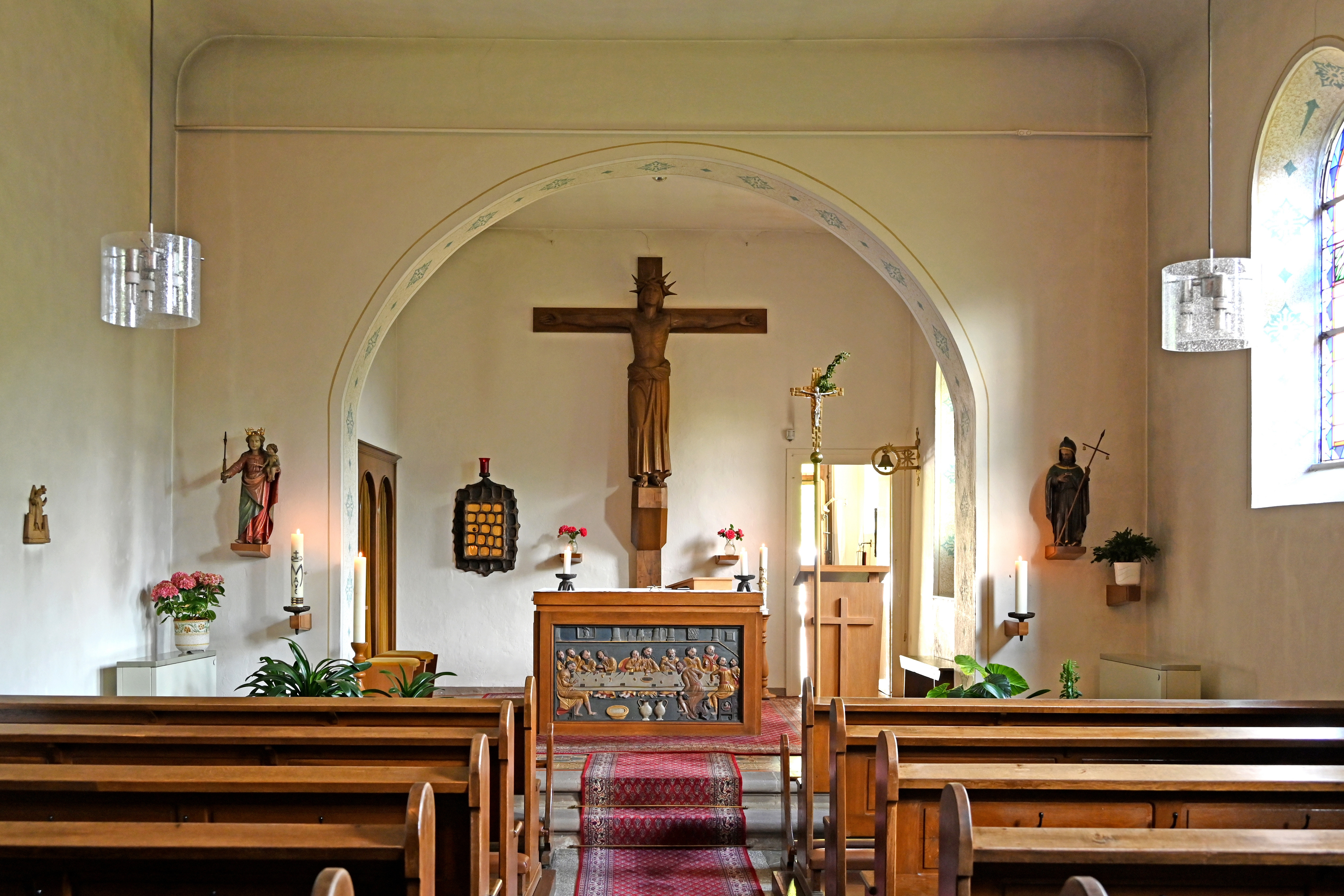
Innenraum mit Altar
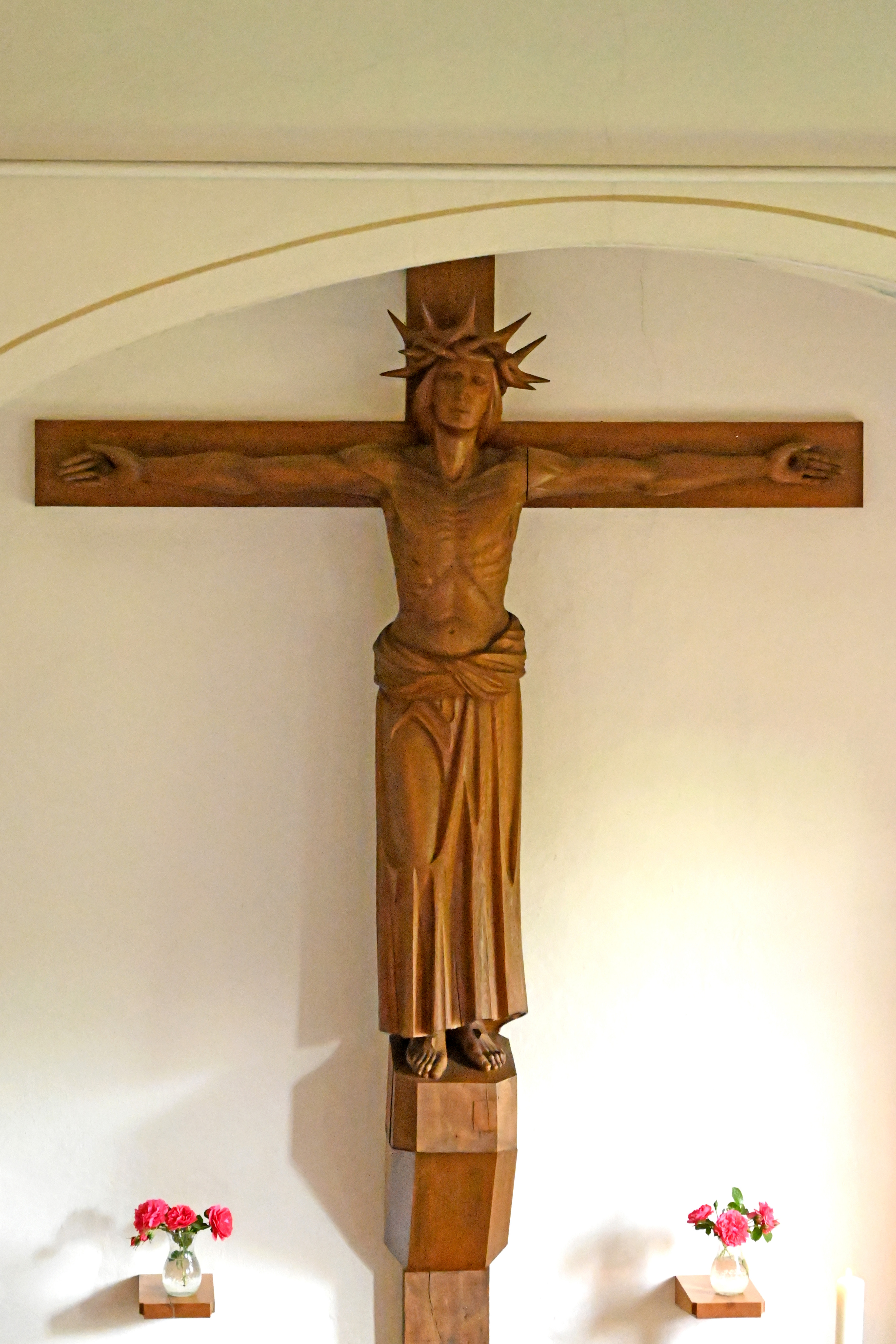
Kruzifix (1942)
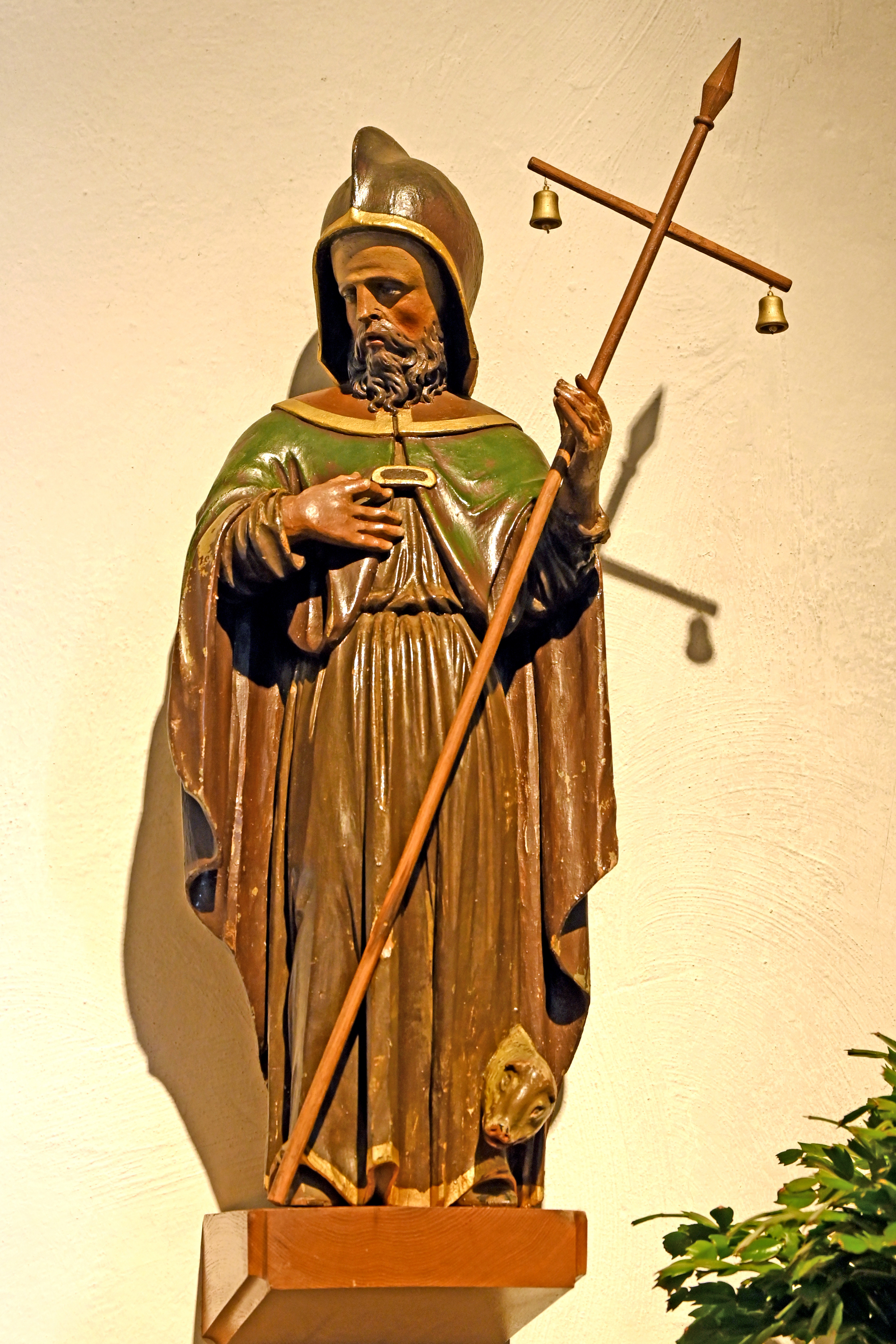
St. Antonius
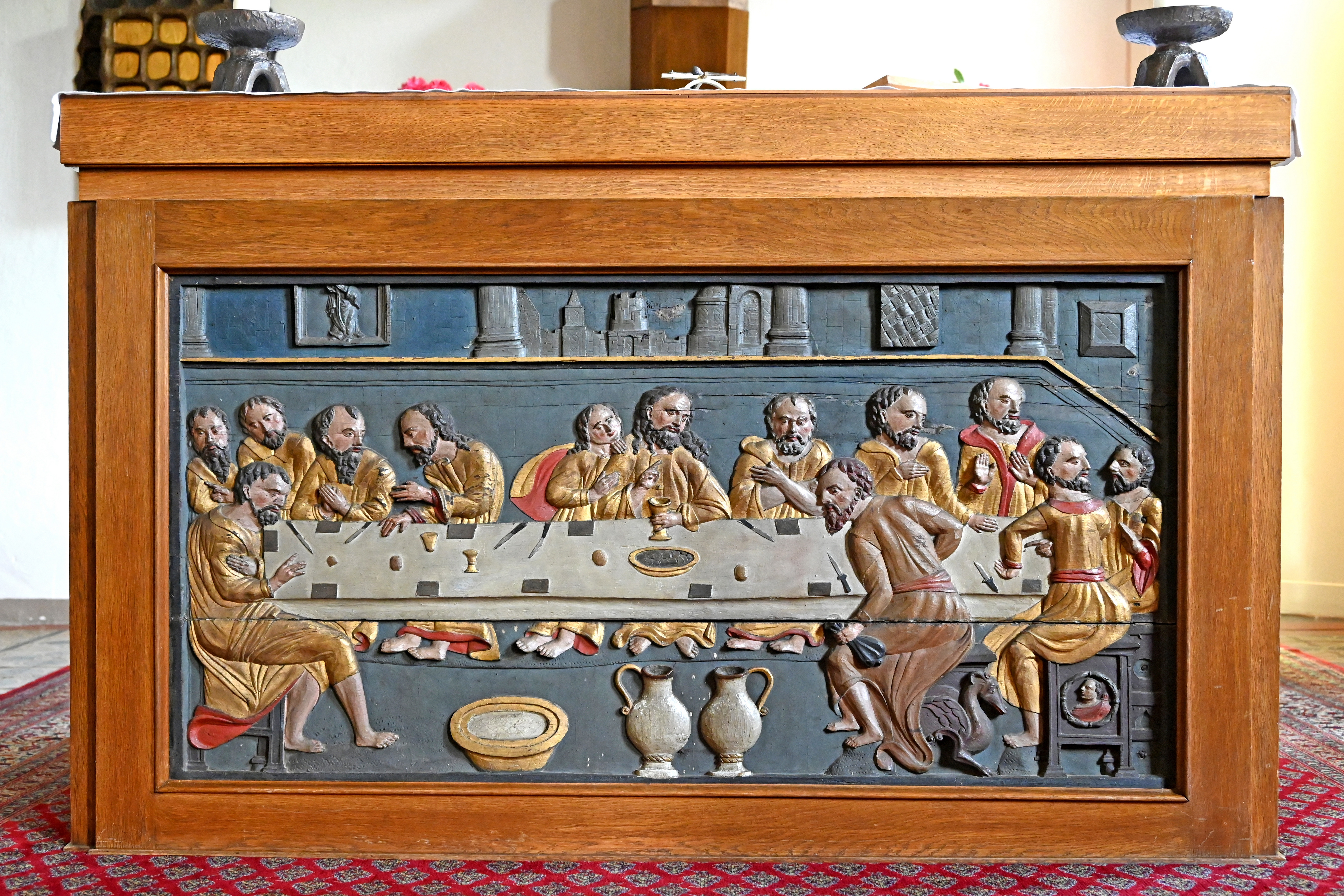
Altar
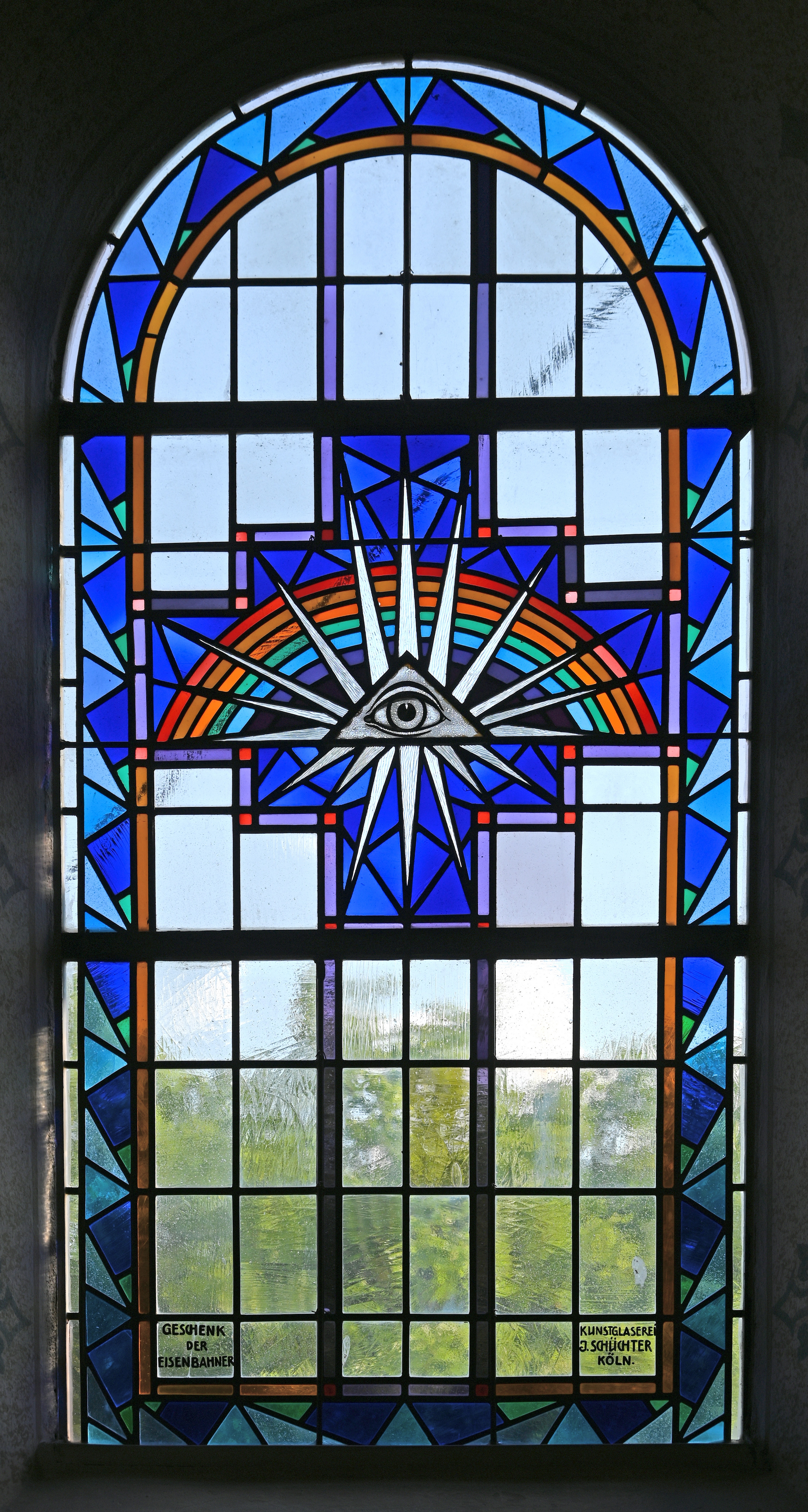
Fenster
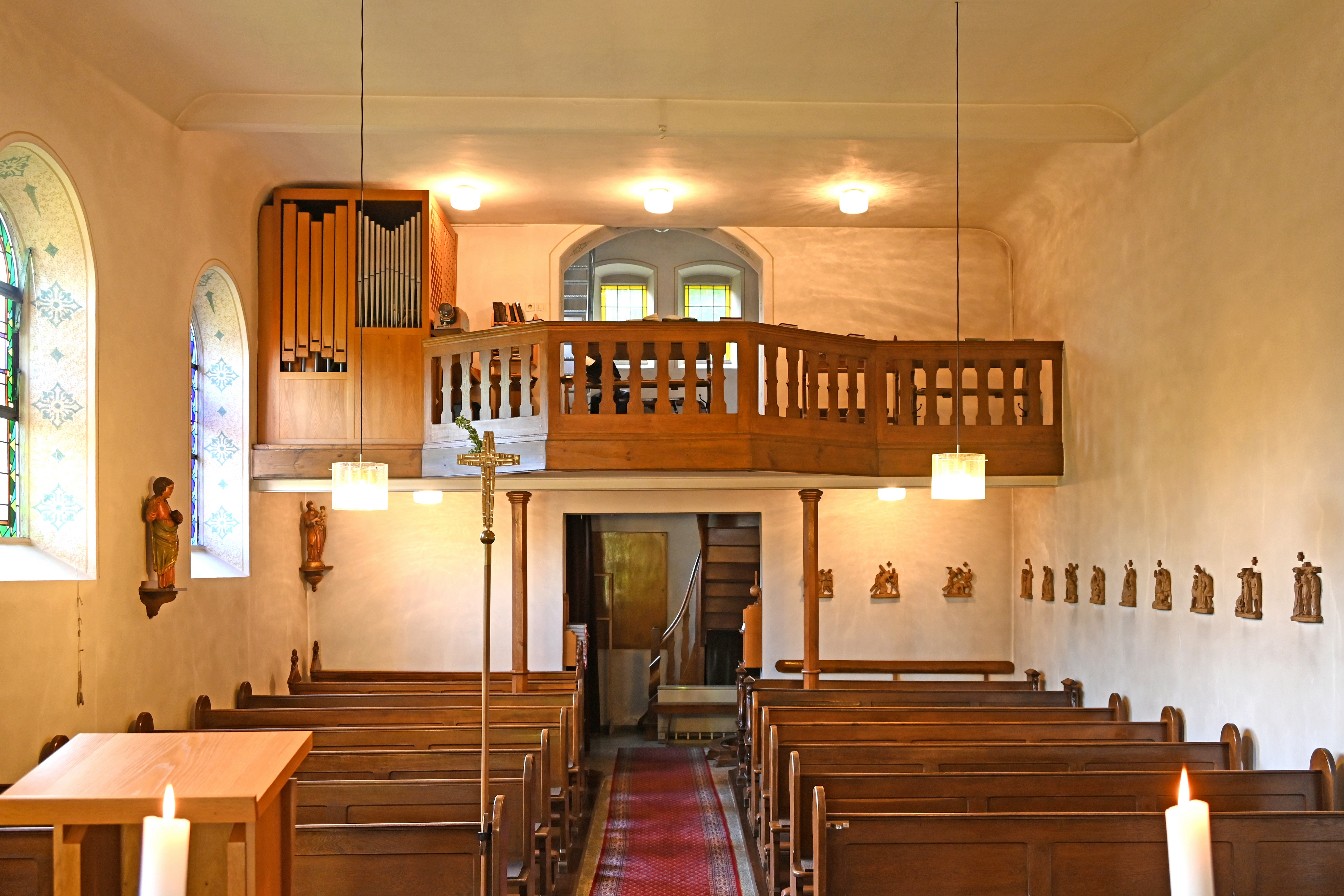
Innenraum mit Orgel